# 池野啓介
池野 啓介（いけの けいすけ、1979年11月30日 - ）は、日本の経営者。
株式会社イケノコーポレーション代表取締役および合同会社イケリーマート代表。

## 略歴
静岡県富士宮市出身。
学校法人静岡理工科大学星陵高等学校卒業、日本大学工学部卒業。
日本大学卒業後、システム会社などで総合的なIT技術を習得。
2002年4月 - 株式会社ティー・エフ・シー入社　（現、富士通エフアイピーシステムズ）。
2004年5月 - 有限会社ケー・エス・ユー入社。2006年1月 - GMOサンプランニング株式会社入社。2007年1月 - 株式会社まぐクリック入社　（現、GMOアドパートナーズ）。2012年2月 - 株式会社イケノコーポレーション設立。2013年8月 - 合同会社イケリーマート設立。
2012年にシステムコンサルティングやネット集客支援の株式会社イケノコーポレーションを設立。
一般社団法人ウェブ解析士協会の上級ウェブ解析士でもある。
ウェブ全般に一貫して詳しいことからウェブの怪物という愛称で親しまれている。